# Risellopsis
Risellopsis is een geslacht van weekdieren uit de klasse van de Gastropoda (slakken).

## Soort
- Risellopsis varia (Hutton, 1873)